# Campus de Ávila
El Campus de Ávila es un campus de la Universidad de Salamanca localizado en la ciudad de Ávila (España), en el que se ubican dos escuelas y un centro adscrito. Oferta estudios de pregrado y posgrado en distintas ramas de conocimiento: educación, ciencias de la salud, ciencias sociales e ingeniería.

## Organización
El Campus de Ávila se organiza en escuelas universitarias. Estas, a su vez, se dividen en departamentos. El Campus está conformado por tres escuelas:
- Escuela Politécnica Superior de Ávila
- Escuela Universitaria de Educación y Turismo
- Escuela Universitaria de Enfermería de Ávila (centro adscrito)